# Корінна раса
Корінні раси — це етапи еволюції людини в езотеричній космології теософа Олени Петрівни Блаватської, як описано в її книзі «Таємна доктрина» (1888). Ці раси існували переважно на нині втрачених континентах. Модель Блаватської була розроблена пізнішими теософами, особливо Вільямом Скоттом-Елліотом у «Історії Атлантиди» (1896) та «Втраченій Лемурії» (1904). Енні Безант продовжила розвиток моделі в «Людина: звідки, як і куди» (1913). І Безант, і Скотт-Елліот покладалися на інформацію Чарльза Вебстера Лідбітера, отриману за допомогою «астрального ясновидіння». Подальші розробки були надані Рудольфом Штайнером у «Атлантиді та Лемурії» (1904). Рудольф Штайнер і наступні автори-теософи назвали періоди часу, пов'язані з цими расами, епохами (Штайнер вважав, що термін «раса» більше не підходить для сучасного людства).

## Розташування запропонованих колишніх континентів
Деякі посттеософські автори, намагаючись узгодити сучасну геологічну науку з деякими попередніми теософськими вченнями, прирівнювали Лемурію до колишнього суперконтиненту Гондвана, але це не теософія.  Ранні теософські вчення узгоджуються з оригінальними твердженнями Едуарда Зюсса, який стверджував, що Гондвана складалася з частин нинішніх континентів у їх теперішньому положенні, але з'єднаних одна з одною іншими землями, які згодом були затоплені. Це також позиція майстра Самаеля Аун Веора.
Атлантида, в теософській космології, була континентом, який займав значну частину того, що зараз є Атлантичним океаном. Кажуть, що великий континент Атлантида «спочатку був розділений, а потім розбитий на сім півостровів і островів». Коли основна частина Атлантиди почала тонути, поселенці Атлантиди мігрували на нові землі, які піднімалися на схід, захід і південь. Ці нові землі стали Америками, Африкою, частинами Азії та нинішніми європейськими країнами, що простяглися від Уральських гір Росії на захід до островів Ірландії та Великої Британії, і навіть далі на захід, ніж у минулі часи. Деякі емігранти з островів, що залишилися в Атлантиці, оселилися на нових островах на схід, які пізніше об'єдналися в те, що зараз є районом Абіссінського нагір'я та земель дещо на північ. Атлантида загинула в результаті повені та затоплення в 9564 році до нашої ери, і її знищення пояснюється твердженням про послідовні порушення осьового обертання Землі, які спричинили землетруси, які призвели до раптового затоплення Атлантиди.

## Корінні раси, епохи та підраси
Відповідно до писань Блаватської, на нашій Землі збирається сім кореневих рас; кожна коренева раса поділяється на сім підрас. Досі з'явилося лише п'ять кореневих рас; Очікується, що шостий з'явиться у 28 столітті. Френсіс Бекон (якого теософія вважає легендарним графом Сен-Жерменом) у своїй праці «Нова Атлантида» (1627) описує потенційну майбутню цивілізацію, яка живе на землі під назвою Бенсалем.

### Перша коренева раса (Полярна)
Перша коренева раса була «ефірною», тобто складалася з ефірної матерії. Вони розмножувалися поділом, як амеба. У той час Земля ще охолоджувалася. Першою горою, що виникла з бурхливого первісного океану, була гора Меру.

### Друга коренева раса (Гіперборея)
Друга коренева раса жила в Гіпербореї. Вона була забарвлена в золотисто-жовтий колір. Гіперборея включала сучасну Північну Канаду, Гренландію, Ісландію, Скандинавію, Північну Азію та Камчатку. Клімат був тропічний, оскільки Земля ще не розвинула нахил осі. Езотерична назва їхнього континенту — Плакша; його жителі називали себе кімпуршами. Розмножувалися брунькуванням.

### Третя коренна раса (лемурійська)

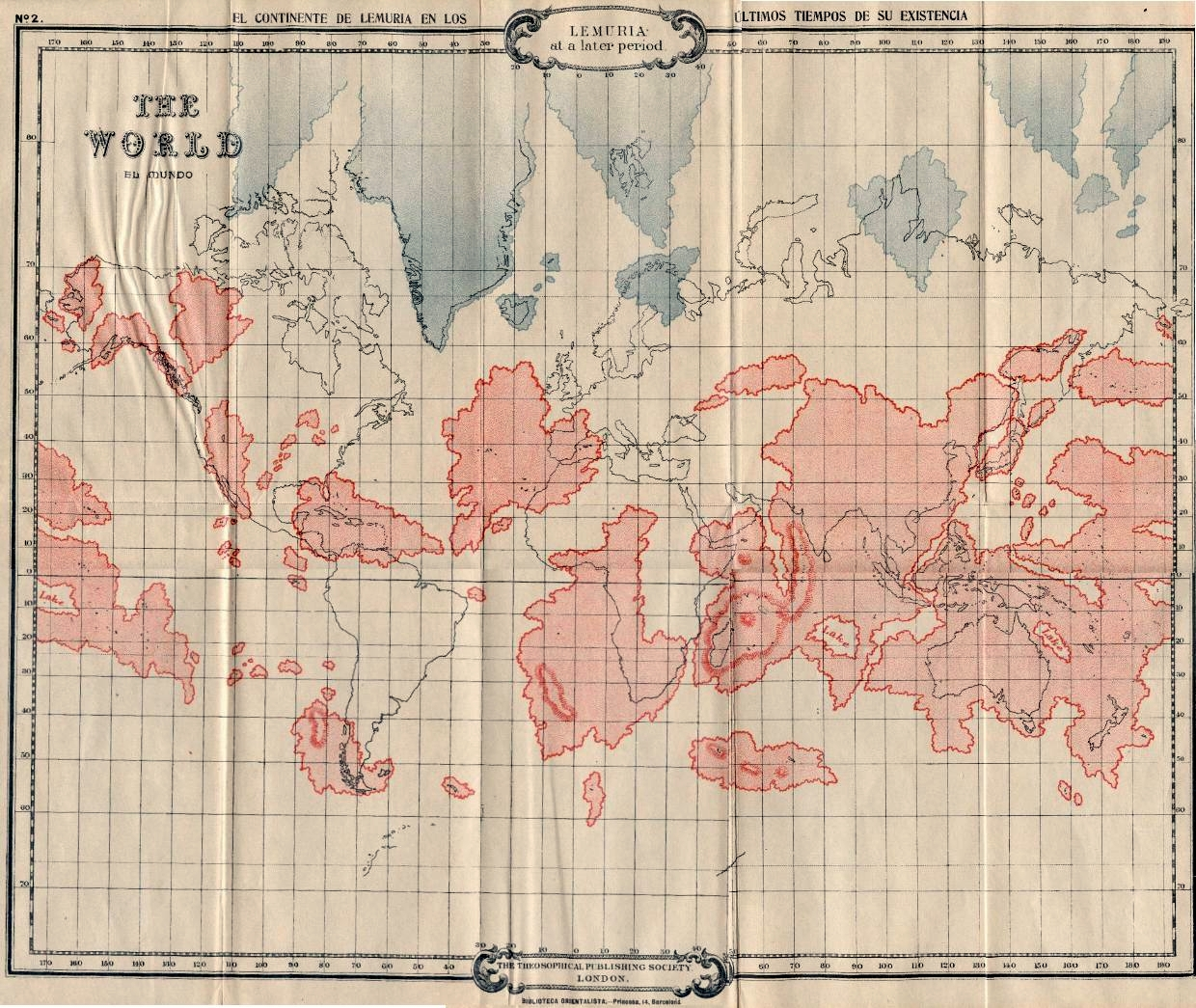
Карта Лемурії, накладена на сучасні континенти з Вільяма Скотта-Елліота, Історія Атлантиди та Втраченої Лемурії.

Третя коренева раса, лемурійці, жили в Лемурії. Езотерична назва Лемурії — Шалмалі. На думку теософів, Лемурія існувала на більшій частині того, що зараз є Індійським океаном, включаючи Австралію та простягаючись до південної частини Тихого океану; його останніми залишками є Австралійський континент, острів Нова Гвінея та острів Мадагаскар. Лемурія поступово занурювалася і була зрештою знищена безперервними виверженнями вулканів. Наприкінці 19-го та на початку 20-го сторіччя геологи вважали, що вік Землі становить лише близько 200 мільйонів років (оскільки радіоізотопне датування ще не було використано), тому вважалося, що геологічні епохи відбувалися значно пізніше, ніж вважається сьогодні. Відповідно до традиційної теософії, лемурійська коренева раса виникла 34 з половиною мільйони років тому, в середині, як тоді вважалося, юрського періоду; Таким чином, люди Лемурії співіснували з динозаврами. Лемурійська раса була набагато вищою та більшою за нашу нинішню расу. Перші три підраси лемурійців розмножувалися шляхом відкладання яєць, але четверта підраса, починаючи з 16 з половиною мільйонів років тому, почала розмножуватися, як сучасні люди. Оскільки Лемурія повільно занурювалася під воду через виверження вулканів, лемурійці колонізували території, що оточували Лемурію, а саме Африку, Південну Індію та Ост-Індію. Відповідно до традиційної теософії, нащадки лемурійської кореневої раси включають капоїдну расу, конгоїдну расу, дравідійців і австралоїдну расу.

### Четверта корінна раса (атланти)
Ця раса населяла Атлантиду.

#### Підраси корінної раси атлантів
Четверта коренева раса, атланти, згідно з теософією, виникла приблизно 4 500 000 років тому в Африці від четвертої підраси лемурійців у частині Африки, яка була колонізована цією підрасою в області, яку зараз заселяють ашанті. На думку теософів, перша атлантична підраса була результатом останньої, або сьомої лемурійської підраси, Чанкшуша Ману, яка мігрувала спочатку на південь Атлантичного континенту, а звідти мігрувала далі на північ. Езотеричне ім'я Атлантиди — Куша. Корінна раса атлантів мала монгольські риси; вони починали з бронзової шкіри і поступово еволюціонували до червоної раси американських індіанців, коричневої малайської та жовтої монгольської рас, тому що деякі атланти зрештою мігрували до Америки та Азії. Сім підрас атлантської кореневої раси були:
1. Рмоахал
2. Тлаваті (кроманьйонці)
3. Тольтеки (термін, який теософи використовують як синонім атлантських предків американських індіанців)
4. Туранський
5. Первісні семіти (тобто фінікійці)
6. Аккадці
7. Монгольська, яка мігрувала до Центральної, Східної та Південно-Східної Азії та колонізувала їх.

Відповідно до традиційної теософії нащадки атлантів включають представників монгольської раси, малайської раси та американської індіанської раси, а також деяких людей, яких наприкінці 19-го та на початку 20-го століть називали середземноморською расою «оливкової шкіри».

#### Цивілізація Атлантиди
За словами Пауелла, протягом тривалого періоду часу, коли Атлантидою правили тольтеки (предки індіанців), цивілізація Атлантиди була на піку розквіту. Це був період приблизно від 1 000 000 до 900 000 років тому, який називають Золотим віком Атлантиди. Атланти мали багато розкоші та зручностей. Їхня столиця називалася Місто Золотих воріт. У період свого розквіту тут було два мільйони жителів. З гірського озера до міста вели великі акведуки. У атлантів були дирижаблі, що приводилися в рух врілом і вміщували від двох до восьми осіб. Економічна система була соціалістичною, як у інків. Атланти були першими, хто розробив організовану війну. Військові розгорнули повітряні бойові кораблі з двигунами vril, які містили від 50 до 100 бійців. Ці повітряні лінкори розгорнули бомби з отруйним газом. Піхота стріляла вогненними стрілами. Тольтеки в Атлантиді поклонялися Сонцю в храмах, таких же величних, як храми стародавнього Єгипту, які були прикрашені яскравими кольорами. Священним словом, яке використовувалося під час медитації, було Тау (це був еквівалент арійського священного слова АУМ). Як зазначалося вище, толтеки колонізували всю Північну та Південну Америку і таким чином стали народом, якого ми знаємо як індіанців. Падіння Атлантиди почалося, коли деякі з тольтеків почали практикувати чорну магію приблизно за 850 000 років до нашої ери, зіпсовані драконом «Теветат», якого пам'ятають як Девадатта, противник Будди. Люди почали ставати егоїстичними та матеріалістичними. Незабаром після цього туранці (предки людей, яких ми зараз знаємо як тюркські народи) стали панувати на більшій частині Атлантиди. Туранці продовжували практику чорної магії, яка досягла свого розквіту близько 250 000 років до нашої ери і продовжувалася до остаточного затоплення Атлантиди, хоча їм протистояли білі маги. Майстер Морія втілився як Імператор Атлантиди в 220 000 році до нашої ери, щоб протистояти чорним магам. Чорні маги використовували магічні заклинання для розведення химер людини і тварини. У них була армія, що складалася з химер, які складалися з людського тіла з головами лютих хижаків, таких як леви, тигри та ведмеді, які їли ворожі трупи на полі бою. Війна між білими магами і чорними магами тривала до кінця Атлантиди. Майстри стародавньої мудрості телепатично попередили своїх учнів (білих магів) тікати з Атлантиди на кораблях, поки ще є час вибратися до останнього катаклізму. Як зазначалося вище, остаточне раптове занурення Атлантиди внаслідок землетрусів відбулося в 9564 році до нашої ери.

### П'ята корінна раса (арійська)

#### Ранні витоки арійської кореневої раси
Блаватська стверджувала, що людство зараз належить до п'ятої або арійської кореневої раси, яка, як вважають теософи, виникла з попередньої четвертої кореневої раси (атлантської кореневої раси), що почалася приблизно 100 000 років тому в Атлантиді. (Згідно з Пауеллом, коли мадам Блаватська заявила, що арійській кореневій расі 1 000 000 років, вона мала на увазі, що душі людей, які пізніше фізично втілилися як перші арійці приблизно 100 000 років тому, почали втілюватися в тілах атлантів 1 000 000 років тому. Однак інша інтерпретація цього полягає в тому, що природа почала створювати арійську расу ще до останніх катаклізмів.) Теософи вважають, що арійська коренева раса була фізично породжена Вайвасвату Ману, одним із Майстрів стародавньої мудрості (порівняйте та порівняйте з Вайвасватою Ману з індуїзму). Сучасна етнічна група, найбільш тісно пов'язана з новою расою, — кабіли. Невелика група лише з 9000 людей, що становила на той час невелику арійську кореневу расу, мігрувала з Атлантиди в 79 797 році до нашої ери. Барди нової білої кореневої раси поетично називали нову расу місячною. Невелика група цих арійських мігрантів з Атлантиди відокремилася від основної маси мігрантів і пішла на південь до берега внутрішнього моря в тодішній зеленій і пишній Сахарі, де вони заснували «Місто Сонця». Основна маса мігрантів продовжила рух до острова під назвою «Білий острів» посеред того, що тоді було внутрішнім морем у теперішній пустелі Гобі, де вони заснували «Місто мосту». («Місто мосту» було побудовано прямо під ефірним містом під назвою Шамбала, де, на думку теософів, живе правляче божество Землі Санат Кумара (порівняйте та протиставте його Санаткумарасу з індуїзму); таким чином, постійна еволюція арійської кореневої раси був божественно скерований істотою, яку теософи називають «Володарем світу».)
Езотерична назва всієї нинішньої поверхні Землі, тобто Світового острова, Америки, Австралійського континенту й Антарктиди, взятих у цілому, — Краунча.
У своїх роботах Блаватська постійно пов'язує фізичну расу з духовними атрибутами:
Інтелектуальну різницю між арійськими та іншими цивілізованими націями та такими дикунами, як острів’яни Південного моря, неможливо пояснити з будь-яких інших підстав. Ніяка культура, ані покоління навчання серед цивілізації не могли виростити таких людей, як бушмени, ведди Цейлону та деякі африканські племена, на тому ж інтелектуальному рівні, що й арійці, Семіти і Туранці так звані. У них не вистачає «священної іскри», і саме вони є єдиними нижчими расами на земній кулі, які тепер, на щастя, – завдяки мудрому пристосуванню природи, яка завжди працює в цьому напрямку – швидко вимирають. Воістину, люди «однієї крові», але не однієї сутності. Ми — тепличні, штучно оживлені рослини в природі, що мають у собі іскру, яка в них прихована». ... Езотерична історія вчить, що ідоли та поклоніння їм вимерли разом із Четвертою расою, доки вцілілі представники гібридних рас останньої (китайці, африканські негри тощо) поступово не повернули поклоніння. У Ведах немає ідолів; всі сучасні індуїстські твори так роблять.
Взагалі кажучи, великий відсоток людей, які живуть у період п'ятої кореневої раси, є частиною п'ятої кореневої раси. Однак Блаватська також вважає, що деякі семітські народи стали «виродженими в духовності». Вона стверджувала, що деякі народи, що походять від лемурійців, є «напівтваринами». До останніх належать «тасманійці, частина австралійців». Існує також «значна кількість змішаних лемуро-атлантських народів, які виникли в результаті різних схрещувань з такими напівлюдськими популяціями — наприклад, дикі люди Борнео, веддхи Цейлону, більшість решти австралійців, бушменів, негрітосів, жителів Андаманських островів, тощо». Усі ці вищезгадані групи, згадані Блаватською, за винятком борнейців, є частиною того, що наприкінці 19-го та більшої частини 20-го століття називалося австралоїдною расою (за винятком бушменів, частини капоїдної раси), обидві ці раси, як зазначені вище, традиційні теософи вважали, що вони походять від лемурійців.

#### Підраси арійської корінної раси
Блаватська описала п'яту кореневу расу такими словами:
Наприклад, арійські раси, які зараз варіюються від темно-коричневого, майже чорного, червоно-коричнево-жовтого, аж до найбілішого кремового кольору, проте всі вони мають одну і ту саму основу – п’яту кореневу расу – і походять від однієї єдиної. прародитель, ... який, як кажуть, жив понад 18 000 000 років тому, а також 850 000 років тому – під час затоплення останніх залишків великого континенту Атлантида.
Вона також пророкує знищення расових «недоліків природи» в міру піднесення майбутньої «вищої раси»:
Таким чином людство, раса за расою, здійснюватиме свій призначений цикл-паломництво. Клімат буде, і вже почав, змінюватися, кожен тропічний рік за іншим відкидаючи одну підрасу, але лише для того, щоб породити іншу вищу расу у висхідному циклі; тоді як низка інших менш прихильних груп – невдачі природи – подібно до деяких окремих людей зникнуть із людської родини, не залишивши навіть сліду.
Підраси (які Штайнер перейменував на «Культурні епохи» як більш адекватний вираз для нашого часу) арійської п'ятої кореневої раси включають першу підрасу, індуїстів, які мігрували з «Міста мосту» на білому острові в середині внутрішнього моря Гобі до Індії в 60 000 р. до н. е.; друга підраса, арабська, яка мігрувала з «Міста мосту» до Аравії в 40 000 р. до н. е.; третя підраса, перська, яка мігрувала з «Міста мосту» до Персії в 30 000 р. до н. е.; четверта підраса, кельти, які мігрували з «Міста мосту» до Західної Європи, починаючи з 20 000 р. до н. е. (мікенські греки вважаються відгалуженням кельтської підраси, яка колонізувала Південно-Східну Європу); і п'ята підраса, тевтонська, яка також мігрувала з «Міста мосту» до нинішньої Німеччини, починаючи з 20 000 років до нашої ери (слов'яни вважаються відгалуженням тевтонської підраси, яка колонізувала Росію та прилеглі території).

#### Виникнення шостої підраси арійської кореневої раси
За словами Блаватської, шоста підраса арійської кореневої раси почне розвиватися на території Сполучених Штатів на початку 21 століття. Цю шосту підрасу арійської кореневої раси називатимуть австралійсько-американською підрасою, і, як вважають теософи, вона зараз походить від тевтонської підраси арійської кореневої раси в Австралії та на заході Сполучених Штатів (багато осіб нової підраси будуть бути народженим у Каліфорнії) та прилеглих територіях (тобто австрало-американська підраса походить від англо-американської, англо-канадської, англо-австралійської та, імовірно, також англо-новозеландської етнічних груп). Шоста, або австралійсько-американська підраса, «володітиме певними психічними здібностями, і для цього буде розвинений гіпофіз, що дасть додатковий сенс пізнання астральних емоцій у звичайній неспаній свідомості. Ми можемо сказати, що загалом шоста підраса принесе мудрість та інтуїцію, поєднуючи все найкраще в інтелекті п'ятої підраси та емоціях четвертої».

### Шоста корінна раса
Згідно з CW Leadbeater, колонія буде заснована в Нижній Каліфорнії Теософським Товариством під керівництвом Майстрів Стародавньої Мудрості у 28 столітті для інтенсивного селективного євгенічного розведення шостої кореневої раси. Майстер Морія фізично втілиться, щоб стати Ману («прародителем») цієї нової кореневої раси. До того часу світ живитиме ядерна енергія, і буде єдиний світовий уряд на чолі з особою, яка стане реінкарнацією Юлія Цезаря. Через десятки тисяч років у майбутньому в Тихому океані виникне новий континент, який стане майбутнім домом для шостої кореневої раси. Каліфорнія на захід від розлому Сан-Андреас відокремиться від материкової частини Північної Америки і стане островом Каліфорнія біля східного узбережжя нового континенту.
Віктор Скумін розвинув теософські концепції духовної еволюції та запропонував (1990) класифікацію Homo spiritalis (лат. духовна людина), шостої кореневої раси, що складається з восьми підгруп: HS0 Anabiosis spiritalis, HS1 Scientella spiritalis, HS2 Aurora spiritalis, HS3 Ascensus spiritalis, HS4 Vocatus spiritalis, HS5 Illuminatio spiritalis, HS6 Creatio spiritalis і HS7 Servitus spiritalis. За словами Скуміна:
- Anabiosis spiritalis — духовність у потенціалі непроявлених накопичень особистості, заряд вогню духовного творіння;
- Scientella spiritalis — це сердечне передчуття присутності та вимог духу, одухотворення вогню центрів, проблиски самосвідомості духовної людини;
- Aurora spiritalis — імператив духу, дія духовного вогню центрів у серці, розпалювання вогню духу, формування спрямованості особистості на духовне вдосконалення життя;
- Ascensus spiritalis — світанок духовних прагнень, дія вогню духу в серці, пошукова духовна праця, прагнення самосвідомості до злиття з Єдиним Духом;
- Vocatus spiritalis — це визрівання духовних накопичень, цілеспрямоване духовне творення, самоусвідомлення та реалізація людини як воїна духу;
- IIluminatio spiritualis — початок вогненної трансмутації, запалювання вогню досягнення; розкриття особистості людини — земного носія Помислів Єдиного Духа;
- Creatio Spiritalis — початок вогняного творіння, дія вогню досягнення в серці, виявлення самосвідомості людини як земного носія Світла Єдиного Духа;
- Servitus Spiritalis — це виконання свідомо прийнятого обов'язку, синтез духовності в ясності знання полум'яної людини[32].

### Сьома корінна раса
Сьома коренева раса виникне з сьомої підраси шостої кореневої раси на майбутньому континенті, на якому житиме шоста коренева раса, який виникне з Тихого океану. Континент, який вони населятимуть, езотерично називається Пушкара.
Ця коренева раса буде останньою расою, яка з'явиться на планеті Земля. Теософ Скотт Ремсі передбачає, що будь-які статеві відмінності між людьми перестануть існувати, і як зачаття, так і народження стануть цілком духовними.
Він також пише, що людство матиме великий духовний розвиток, і він описує цей розвиток такими словами: «Усе, що є невиправно грішним і злим, жорстоким і руйнівним, буде знищено, а те, що вижило, буде знищено, так би мовити, кармічною приливною хвилею у формі сміттяра — чума, геологічні конвульсії та інші засоби руйнування».

## Міграція до Меркурія
Деякі неотеософи вважають, що після завершення нинішнього раунду духовної еволюції людини шляхом перевтілення душ у корені раси через кілька десятків мільйонів років людська раса переселиться на планету Меркурій, щоб продовжити свою духовну та фізичну еволюцію.
Деякі також вважають, що людська раса жила на Марсі до нинішнього етапу духовної еволюції та мігрувала на Землю після завершення попереднього періоду. За словами астролога Волтера Д. Пуллена, кожен раунд духовної еволюції відбувається в ланцюжку подібних раундів, і ці ланцюги розташовані в групі, яка називається схемою. Він також стверджує, що сім раундів складають ланцюг, а сім ланцюгів складають схему. Деякі неотеософи вважають, що людський рід зараз перебуває в четвертому ланцюжку схеми. Крім того, деякі вважають, що життя на Меркурії буде «менш матеріальним», ніж на Землі, і середній рівень свідомості триватиме довше, оскільки людство матиме ефірний зір.

## Теософська віра в братерство людства
Твердження Блаватської про расу та взаємозв'язок між духовністю та історією розвитку кореневої раси часто суперечили один одному. Першою метою Теософського товариства є «Створити ядро Всесвітнього Братерства Людства, без різниці за расою, віросповіданням, статтю, кастою чи кольором шкіри», і її твори включають посилання, що підкреслюють єдність людства: «усі люди мають духовно і фізично те саме походження» і що «людство по суті має одну й ту саму сутність». Вона також написала: «Справді, людство „однієї крові“, але не однієї сутності». є нелінійними та комплексними. Таким чином: «Езотерична історія вчить, що ідоли та поклоніння їм вимерли разом із Четвертою расою, доки ті, хто вижив, гібридні раси останньої (китайці, африканці тощо) поступово не повернули поклоніння».
Кренстон процитував Блаватську, яка сказала, що насправді не існує нижчих або низьких рас, оскільки всі вони є одним спільним людством.